# Zvezna porazdelitev
Zvezna porazdelitev (ali zvezna verjetnostna porazdelitev) je v verjetnostni teoriji  in statistiki verjetnostna porazdelitev v kateri lahko vrednosti opazovane slučajne spremenljivke zavzamejo katerokoli vrednost iz intervala možnih vrednosti. Splošno pa velja, da je verjetnostna porazdelitev zvezna, če je zvezna tudi njena zbirna funkcija verjetnosti (kumulativna porazdelitvena funkcija). Slučajna spremenljivka se v tem primeru imenuje zvezna slučajna spremenljivka.
Pri diskretni porazdelitvi je dogodek z verjetnostjo 0 nemogoč. To ne velja za zvezne porazdelitve. Pri zvezni porazdelitvi nas zanima kakšna je verjetnost, da pade vrednost slučajne spremenljivke v določeni interval in ne kakšna je verjetnost, da zavzame točno določeno vrednost. To verjetnost izrazimo z zbirno porazdelitveno funkcijo, ki jo včasih poenostavljeno imenujemo porazdelitvena funkcija  in jo označimo z 
{\displaystyle \mathbf {F(x)} }.
Zanjo velja naslednja zveza
{\displaystyle F(x)=\int _{-\infty }^{x}f(t)\,dt.}
kjer je {\displaystyle \mathbf {f(x)} } funkcija verjetnosti za slučajno spremenljivko x.
Velja tudi
{\displaystyle f(x)\geqslant 0,\;\forall x\in \mathbb {R} };
{\displaystyle \int \limits _{-\infty }^{\infty }f(x)\,dx=1}.
Med najbolj znanimi zveznimi porazdelitvami so normalna porazdelitev, porazdelitev hi-kvadrat, porazdelitev beta, porazdelitev gama in še mnoge druge (glej seznam verjetnostnih porazdelitev). 